# الشرطة البيلاروسية المساعدة
الشرطة (بالبيلاروسية: Беларуская дапаможная паліцыя) المساعدة (بالبيلاروسية: Беларуская дапаможная паліцыя). (بالألمانية: فرق الحراسة, or Hilfspolizei)‏ كانت قوة شبه عسكرية تعاونية تأسست في يوليو 1941. يعمل بها سكان محليون من بيلوروسيا التي تحتلها ألمانيا، وكان لها وظائف مماثلة لتلك التي في شرطة النظام الألمانية في الأراضي المحتلة الأخرى. وأشرف على أنشطة التشكيل أقسام شرطة الدفاع ومكاتب القادة المحليين وقادة الحامية. تتألف الوحدات من ضابط شرطة واحد لكل 100 من سكان الريف وضابط شرطة لكل 300 من سكان الحضر. كان OD المسؤول عن واجبات الحراسة، وشمل كل من الوظائف الثابتة والمتنقلة بالإضافة إلى مجموعات من ترتيب. كانت تابعة لقيادة شرطة الدفاع. 

## أنشطة
شاركت الشرطة البيلوروسية المساعدة في المذابح المدنيين في القرى في إقليم بيلاروسيا الحديثة؛ يطلق عليها اسم الإجراءات المناهضة لثوار.  كان دور رجال الشرطة المحليين حاسماً في مجمل الإجراءات، لأنهم وحدهم - كتب مارتن دين - كانوا يعرفون هوية اليهود. 

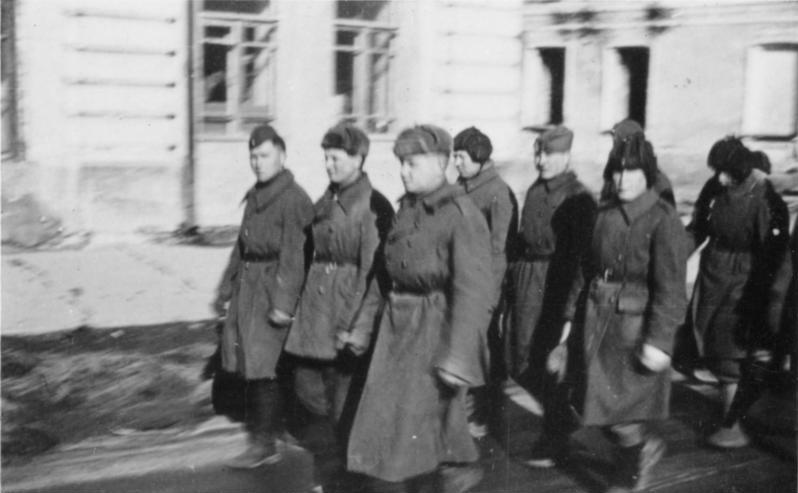
شرطة بيلوروسيا الإضافية في موغيلو، مارس 1943.